# Radering
|  | For radering som rettelse af skrift se Radering (skrift) |
Radering er en tryktype, hvor klicheen ridses med en nål eller ætses i stærk syre i de ubeskyttede dele af en metaloverflade. Raderingsteknikken er ved siden af stik den vigtigste teknik til dybtryk, der har været brugt til fremstilling af kunsttryk og stadig bruges i vid udstrækning.

## Grundlæggende metode

### Fremstilling af klicheen
I en radering dækkes en metalplade (kobber, zink eller stål) med en voksagtig grunding, der er modstandsdygtig over for syre. Kunstneren skraber så grundingen af med en spids raderingsnål dér, hvor han ønsker en linje på det færdige arbejde og blotter på den måde delvist det bare metal. Der bruges også et andet mindre spidst redskab til at frembringe mere fyldige linjer. Derpå dyppes pladen i et syrebad, der teknisk kaldes mordanten (Fransk for "bide") eller ætseren, eller bliver vasket over med syre. Syren "bider" ind i metallet dér, hvor metaloverfladen er blottet, og efterlader dybe linjer i pladen. Den tilbageværende grunding renses af pladen.
En form for radering er koldnålsradering, hvor stregerne ridses direkte i pladen med en nål. Der finder altså ikke nogen ætsning sted.

### Trykkeprocessen
Før trykning hældes farve på pladen, som tørres af, så at der kun bliver farve tilbage i fordybningerne i pladen.
Pladen bliver presset under højt tryk i en trykpresse sammen med et papirark, der er fugtet for at blødgøre det. Papiret suger nu farve fra de ætsede linjer, og trykket opstår. Processen kan gentages mange gange. Der kan også arbejdes videre på pladen og tages nye tryk. Derved skabes raderinger i flere fortløbende tilstande (versioner). Der kan ofte tages flere hundrede aftryk, før pladen bliver slidt.

### Kombination med andre teknikker
Radering har ofte været kombineret med andre dybtrykteknikker som stik (gravering) (fx Rembrandt og Marcus Gheeraerts den Ældre) eller akvatinte (fx Goya).

## Historie

### Oprindelse
Ætsning er udført af guldsmede og andre metalhåndværkere for at dekorere skydevåben, rustninger, bægre og tallerkener. Teknikken har været kendt i Europa siden middelalderen og går måske tilbage til antikken. Ætsning af rustninger var i Tyskland en kunst, der sandsynligvis blev importeret fra Italien omkring slutningen af 1400-tallet lidt før ætsning blev til tryk.
Ætsning som trykketeknik menes at være opfundet af Daniel Hopfer (ca. 1470-1536) fra Augsburg i Tyskland. Hopfer var håndværker, der dekorerede rustninger, og han brugte metoden til fremstilling af tryk, idet han brugte jernplader, af hvilke mange eksisterer endnu. Ud over hans tryk kendes med sikkerhed to eksempler på hans arbejde på rustninger og våben: et skjold fra 1536 i det kongelige tøjhus i Madrid og et sværd i det Tyske Nationalmuseum i Nürnberg. En hesterustning fra Augsburg i det Tyske Historiske Museum i Berlin fra mellem 1512 og 1515 er dekoreret med motiver fra Hopfers raderinger og træsnit, men der er ikke bevis for, at Hopfer selv arbejdede med den, eftersom hans dekorative tryk i vid udstrækning blev produceret som mønstre for andre håndværkere.
Skiftet til kobberplader skete sandsynligvis i Italien, og derefter blev raderinger snart en alvorlig konkurrent til stik som den mest populære trykmetode for kunstnere. Teknikkens store fordel var, at raderingsteknikken var forholdsvis nem at lære for en kunstner, der er ferm til tegning. Modsat stikket, der kræver særlig dygtighed.

### Callots fornyelser: "échoppe", "hård grund", "blokering"
Jacques Callot (1592-1635) fra Nancy i hertugdømmet Lorraine skabte vigtige tekniske fremskridt inden for raderingsteknikken. Han udviklede "échoppeen", en slags raderingsnål med et ovalt snit i enden, hvilket satte raderere i stand til at skabe svulmende linjer, som gravører var i stand til det.
Han synes også at have været ansvarlig for en forbedret, hårdere opskrift for raderingsgrundingen, idet han brugte lutmagernes fernis i stedet for en voksbaseret. Dermed kunne linjer blive dybere ætset, så trykpladernes levetid blev forøget fejl formindskedes. Fx hvor syre går igennem grundingen, hvor det ikke er meningen, så der opstår pletter eller mærker på billedet. Tidligere havde risikoen for fejlagtig ætsning fået radererne til at være tilbageholdende med at investere for meget tid på en enkelt plade. Nu kunne raderere trygt udføre det yderst detaljerede arbejde, der tidligere havde været stikkernes monopol, og Callot gøre flittigt brug af de nye muligheder.
Han gjorde også mere udstrakt og raffineret brug af mange "blokeringer" end tidligere raderere havde gjort: han lod syren ætse let over hele pladen og så blokerer de dele af arbejdet, som han ønsker at holde i en lys tone ved at dække dem med grunding, før pladen bades i syre igen. Han opnåede ved omhyggelig brug af denne teknik hidtil ikke overgåede virkninger af afstand og lys. De fleste af hans tryk var små, kun 15 cm på den længste led, men fyldt med detaljer.
En af hans efterfølgere, pariseren Abraham Bosse, spredte kendskabet til Callots fornyelser over hele Europa med den første offentliggjorte lærebog om radering. Den blev oversat til italiensk, hollandsk, tysk og engelsk.
1600-tallet var raderingskunstens storhedstid med Rembrandt, Giovanni Benedetto Castiglione og mange andre mestre. I 1700-tallet var Piranesi, Tiepolo og Daniel Chodowiecki blandt de bedste af få fine raderere. I 1800-tallet og det tidlige 1800-tal fremstod en mængde mindre raderingskunstnere som følge af en fornyet interesse for teknikken, omend ikke nogen hovedskikkelser. Radering praktiseres stadig i vid udstrækning i dag.

## Varianter: akvatinte, blød-grund og relief-radering
- Akvatinte bruger syrefast harpiks for at opnå tonede virkninger.
- Blød-grund-radering bruger en speciel blødere grunding. Kunstneren placerer et stykke papir (eller stof etc.) i moderne sammenhæng) over groundingen og tegner på det. Trykket minder om en tegning.
- Relief-radering. Opfundet af William Blake omkring 1788; fra 1880-1950 var en fotomekanisk ("linje-blok")-variant den fremherskende form for kommerciel billedtrykning. En lignende raderingsproces, men trykt som et relieftryk, så det er de "hvide" baggrundsområder, der udsættes for ætsning med syre, og de områder der skal trykkes som sort, der dækkes med grunding. Blakes nøjagtige teknik er der ikke helt enighed om. Han brugte teknikken til kombineret trykning af tekst og billeder.

## Moderne raderingsteknik i detaljer

### Påføring af grund
En voksagtig syreresitent film, kendt som grunden, påføres en metalplade, for det meste af kobber eller zink, men stålplade er et alternativ med andre kvaliteter. Der er to almindelige typer grund: hård grund og blød grund.
Hård grund kan påføres på to måder. Fast, hård grund leveres som en hård voksagtig blok. For at påføre hård grund af denne slags placeres pladen, der skal raderes på, på en varmeplade (sat til 70 grader). Pladen bliver opvarmet, og grunden påføres manuelt, idet den smelter på pladen, efterhånden som den påføres. Grunden spredes over pladen så jævnt som muligt ved hjælp af en valse. Når det er gjort, fjernes raderingspladen fra varmepladen for at køle af, hvorved grunden bliver hård.
Efter at grunden er blevet hård, "soder" kunstneren pladen, klassisk med tre bivokskerter, hvis flammer mørkfarver grunden og gør det lettere at se de dele af pladen, hvor metallet er blottet. Røgningen gør ikke bare pladen mørkere, men tilføjer den også en lille smule voks. Derefter bruger kunstneren et skarpt redskab til at skrabe i grunden, hvorved metallet ses de pågældende steder.
Den anden måde at påføre hård grund er ved hjælp af flydende hård grund. Denne leveres i en dåse og påføres med en pensel på pladen, der skal raderes. Udsat for luftens påvirkning størkner den hårde grund. Nogle trykfremstillere bruger bitumen (asfalt) som hård grund.
Blød grund leveres også i flydende form og får lov til at tørre, men den størkner ikke som hård grund og kan give efter for tryk. Når den bløde grund er tørret, kan trykfremstilleren påføre materialer som blade, objekter, håndaftryk osv., der vil trænge igennem den bløde grund og blotlægge pladen under.
Grunden kan også påføres via fin forstøvning af pulverformet harpiks eller spraymaling. Denne proces kaldes akvatinte og giver mulighed for at skabe toner, skygger og massive farvede områder på trykket.

### Tegning af motivet
Tegningen tegnes spejlvendt med en radernål eller en échoppe. En "echoppe"-spids kan laves af en almindelig radernål af hærdet stål ved at slibe spidsen ned med en carborundum-slibesten i en vinkel på 45-60-grader. "Echoppe"n virker efter det samme princip som det, der gør en fyldepens skrift mere attraktiv end en kuglepens: den lette svulmende variation forårsaget af håndens naturlige bevægelse gør linjen "varmere", og det en tiltalende helhedsvirkning på den færdige plade. Den kan bruges som en almindelig radernål.

### Ætsning
Pladen nedsænkes i en syre, der ætser dér, hvor metallet er blotlagt. Jernklorid kan bruges til kobber- og zinkplader, mens salpetersyre bruges til ætsning af zink- eller stålplader. Typiske opløsninger er to dele FeCl3 til to dele vand og 1 del salpetersyre til 3 dele vand. Syrens styrke bestemmer ætsningsprocessens hastighed.
Under ætsningsprocessen bruger trykfremstilleren en fuglefjer eller en lignede til at vifte bobler og nedbrydningsmateriale, som opstår som følge af opløsningsprocessen, væk fra pladen. Eller pladen kan med mellemrum tages op af syrebadet. Hvis en boble får lov til at blive på pladen, vil den stoppe ætsningen dér, hvor boblen rører overfladen. Zink danner flere og hurtigere bobler end kobber og stål, og nogle kunstnere benytter det til at lave interessante små cirkler på deres tryk, så der opstår en mælkevejslignende virkning.
Nedbrydningsmaterialet er pulveragtigt opløst metal, der fylder de ætsede furer og kan forhindre syren i at ætse jævnt i de fritlagte pladeoverflader. En måde at fjerne nedbrydningsmateriale på er at placere pladen, der skal ætses med trykkeoverfladen nedad hvilende på små kugler, omend ulempen ved denne teknik er udsathed for bobler, som ikke kan blive fjernet øjeblikkeligt.
For akvatinter vil en trykfremstiller ofte bruge en testplade af metallet omkring én til tre centimeter bred. Testpladen dyppes i syren et nærmere bestemt antal minutter eller sekunder. Testpladen bliver så fjernet, og syren vasket af med vand. Noget af testpladen dækkes med grund, og pladen dyppes i syre, og processen gentages.
Grunden fjernes fra testpladen, og testpladen påføres farve og trykkes. Dette vil vise printfremstilleren de forskellige grader af ætsningsdybder og dermed trykfarvens styrke, afhængigt af hvor længe pladen er nedsænket i syre.

### Rensning af pladen
Pladen fjernes fra syren og skylles over med vand for at fjerne syren. Grunden fjernes med et opløsningsmiddel som terpentin. Terpentin fjernes ofte fra pladen med metylalkohol, eftersom terpentin er fedtet og kan påvirke påførslen af trykfarve og trykningen af pladen.
Spytætsing er en proces, hvor trykfremstilleren påfører syre på en plade med en pensel i visse områder af pladen. Pladen er eventuelt akvatintet til det formål eller udsættes direkte for syren. Denne proces er kendt som "spyt"ætsning på grund af brugen af spyt som middel til fortynding af syren, skønt det almindeligste nu er, at man bruger gummi arabiucum eller vand til det.

### Påføring af trykfarve
Et stykke fiberplade, et plastic-"kort", eller en stofklud bruges til presse farven ned i de dannede fordybninger i pladen. Overfladen tørres ren med et stykke stift stof, kendt som tarlatan og tørres med avis papir; nogle foretrækker at bruge deres flade hånd til formålet. De kan også bruge et foldet stykke organzasilke til den endelige aftørring. Hvis kobber eller zinkplader bruges, efterlades pladen meget ren og hvid, hvor der ingen fordybninger er. En stålplade giver pladens naturlige overflade en grå baggrund, der ligner effekten ved akvatintning. Som resultat behøver stålplader ikke akvatintning, eftersom gradvis påvirkning af pladen ved flere dypninger giver samme resultat.

### Trykning
Et fugtigt stykke papir placeres over pladen, og den køres igennem en trykpresse sammen med papiret.
Presset tvinger papiret i kontakt med trykfarven, hvorved billedet overføres. Uheldigvis forringer trykket også gradvist pladens billede, idet grove partier glattes ud, og linjer bliver lukket. En kobberplade kan klare højst nogle få hundrede trykninger af et stærkt nedætset billede, før forringelsen er for stor.
Kunstneren kan nu manuelt restaurere pladen ved fornyet radering, hvor ny grund påføres, og linjer trækkes op.
Alternativt kan plader galvaniseres med et hårdere metal før trykkeprocessen for at skåne overfladen.
Trykplader af zink, der også bruges, forringes endnu hurtigere ved trykning, eftersom zink er et blødere materiale end både stål og kobber.

## Fejl
Faux-bite eller "over-ætsning" er almindeligt i radering og er forårsaget af bittesmå mængder syre, der lækker igennem grunden, hvorved der fremstår mindre fordybninger på overfladen. Disse egentlig utilsigtede forgrovninger kan fjernes ved at glatte og polere overfladen, men de bliver ofte stående, fordi kunstnerne ofte ønsker disse "fejl" som et udtryk for arbejdsprocessen.